# British Soap Awards
O British Soap Awards (BSAs) é uma cerimônia de premiação britânica que homenageia as melhores novelas do Reino Unido. É transmitida pela ITV e atualmente apresentada por Phillip Schofield. Todos os prêmios, exceto três, são votados por profissionais da indústria; os prêmios de Melhor Ator, Melhor Atriz e Melhor Novela Britânica são eleitos por voto popular.
As cerimônias de 2020 e 2021 foram canceladas devido à pandemia de COVID-19.

## História
O primeiro evento ocorreu em 1999. Embora seja uma produção da ITV, os eventos foram realizados no BBC Television Centre, em Londres até 2009. Os prêmios de 2011 foram transferidos para Granada Studios em Manchester, depois para The London Studios para os prêmios de 2010 e 2012. A cerimonia de 2013 foi realizada na Dock10. A premiação de 2014 aconteceu no Hackney Empire, assim como as de 2016 e 2018. Os prêmios de 2015 foram realizados no Palace Theatre, em Manchester. Os prêmios de 2017 foram no The Lowry e depois voltaram da cerimônia de 2019.
As novelas mais indicadas para prêmios foram Coronation Street, Doctors, EastEnders, Emmerdale e Hollyoaks. As novelas hoje extintas que foram anteriormente indicadas para prêmios incluem Brookside, Crossroads, Family Affairs e Night and Day.
Coronation Street e EastEnders foram as únicas duas novelas a ganhar o prêmio "Melhor Novela Britânica" de 1999 a 2013, até que Hollyoaks ganhou em 2014. Emmerdale se tornou a quarta novela a ganhar o prêmio em 2016, o que significa que apenas Doctors ainda o prêmio atualmente.

## Cerimonias
| Ano  | Apresentadores                   | Local                          |
| ---- | -------------------------------- | ------------------------------ |
| 1999 | Richard Madeley e Judy Finnigan  | BBC Television Centre, Londres |
| 2000 | Richard Madeley e Judy Finnigan  | BBC Television Centre, Londres |
| 2001 | Richard Madeley e Judy Finnigan  | BBC Television Centre, Londres |
| 2002 | Matthew Kelly                    | BBC Television Centre, Londres |
| 2003 | Des O'Connor e Melanie Sykes     | BBC Television Centre, Londres |
| 2004 | Paul O'Grady                     | BBC Television Centre, Londres |
| 2005 | Paul O'Grady                     | BBC Television Centre, Londres |
| 2006 | Phillip Schofield e Fern Britton | BBC Television Centre, Londres |
| 2007 | Phillip Schofield e Fern Britton | BBC Television Centre, Londres |
| 2008 | Phillip Schofield e Fern Britton | BBC Television Centre, Londres |
| 2009 | Phillip Schofield                | BBC Television Centre, Londres |
| 2010 | Phillip Schofield                | BBC Television Centre, Londres |
| 2011 | Phillip Schofield                | Granada Studios, Manchester    |
| 2012 | Phillip Schofield                | The London Studios, Londres    |
| 2013 | Phillip Schofield                | Dock10, Grande Manchester      |
| 2014 | Phillip Schofield                | Hackney Empire, Londres        |
| 2015 | Phillip Schofield                | Palace Theatre, Manchester     |
| 2016 | Phillip Schofield                | Hackney Empire, Londres        |
| 2017 | Phillip Schofield                | The Lowry, Salford             |
| 2018 | Phillip Schofield                | Hackney Empire, Londres        |
| 2019 | Phillip Schofield                | The Lowry, Salford             |

## Maior número de prêmios
Até 2019, Coronation Street havia ganhado o maior número de prêmios com 116, seguido por EastEnders com 109, Emmerdale com 46, Hollyoaks com 39, Doctors com 15, Brookside com 9, Family Affairs com 3, Home and Away com 2 e Night and Day com 1.